# Granville Leveson-Gower (2. hrabia Granville)
Granville George Leveson-Gower, 2. hrabia Granville KG (ur. 11 maja 1815 w Londynie, zm. 31 marca 1891 w Londynie) – brytyjski arystokrata i polityk, najstarszy syn Granville’a Levesona-Gowera, 1. hrabiego Granville, i lady Harriet Cavendish, córki 5. księcia Devonshire.

## Życiorys
Wykształcenie odebrał w Eton College i w Christ Church na Uniwersytecie w Oksfordzie. Po ukończeniu nauki wyjechał wraz z ojcem do Paryża, gdzie starszy z Gowerów był brytyjskim ambasadorem. W 1836 r. młody Granville powrócił do Wielkiej Brytanii. W wyborach powszechnych 1837 r. wystartował z ramienia partii wigów w okręgu Morpeth. Wygrał te wybory i zasiadł w Izbie Gmin. Przez kilka miesięcy w latach 1840–1841 był podsekretarzem stanu w Ministerstwie Spraw Zagranicznych w rządzie lorda Melbourne’a. W 1841 r. wystartował w wyborach w okręgu Lichfield. Ponownie wygrał i przez następne pięć lat zasiadał w niższej izbie brytyjskiego parlamentu, tym razem jako deputowany opozycji. Po śmierci ojca w 1846 r. odziedziczył tytuł 2. hrabiego Granville i zasiadł w Izbie Lordów.
W Izbie Lordów Granville dał się poznać jako zwolennik wolnego handlu. Kiedy wigowie powrócili w 1846 r. do władzy premier John Russell mianował go na stanowisko opiekuna Stajni Królewskich. Granville szybko piął się po szczeblach rządowej i partyjnej kariery. W 1848 r. został wiceprzewodniczącym Zarządu Handlu i odegrywał prominentną rolę w Wystawie Światowej 1851 r. Od 1848 r. pełnił również urząd Paymaster-General. W 1851 r. zastąpił lorda Palmerstona na stanowisku ministra spraw zagranicznych. W gabinecie Russella pozostawał do jego upadku w 1852 r. Kiedy pod koniec tego roku swój gabinet sformował lord Aberdeen Granville objął w nim stanowisko Lorda Przewodniczącego Rady. W 1854 r. zamienił to stanowisko na urząd Kanclerza Księstwa Lancaster. Po upadku gabinetu Aberdeena i objęcia stanowiska premiera przez Palmerstona w 1855 r. Granville powrócił na stanowisko Lorda Przewodniczącego.
Jego zainteresowanie sprawami edukacji sprawiły, że w 1856 r. Granville został kanclerzem Uniwersytetu Londyńskiego. Na tym stanowisko pozostawał przez następne 35 lat. Był gorącym zwolennikiem studiowania kobiet i nauki współczesnych języków na uniwersytetach. W 1857 r. został odznaczony Orderem Podwiązki.
Od 1855 r. był liderem partii wigów w Izbie Lordów. Po przekształceniu się wigów w Partię Liberalną w 1859 r. został jej pierwszym liderem w Izbie Lordów. W 1856 r. przewodniczył angielskiemu poselstwu do Rosji, wysłanemu na koronację cara Aleksandra II Romanowa. W czerwcu 1859 r., po kolejnym kryzysie rządowym, królowa Wiktoria chciała powierzyć Granville'owi stanowisko premiera. Ostatecznie jednak premierem został ponownie lord Palmerston, a Granville raz jeszcze objął stanowisko Lorda Przewodniczącego Rady.
Początek lat 60. był ciężki dla Granville. Najpierw zmarła jego żona, później matka i bliski przyjaciel Granvilla, lord Canning. Granville poświęcił się całkowicie polityce. Po śmierci lorda Palmerstona w 1865 r. Granville pozostał Lordem Przewodniczącym w drugim gabinecie Russella. Dodatkowo otrzymał w 1865 r. honorowe stanowisko lorda strażnika Pięciu Portów. Podczas amerykańskiej wojny secesyjnej Granville należał do grona przeciwników angażowania się Wielkiej Brytanii w konflikt. Przedstawione we wrześniu 1862 r. memorandum przeciwko interwencji skłoniło premiera Palmerstona do zachowania neutralności w konflikcie.
W 1866 r. liberałowie przegrali wybory i na dwa lata znaleźli się w opozycji. Po powrocie do władzy w 1868 r. Granville został ministrem kolonii w rządzie Gladstone’a. Po śmierci lorda Clarendona w 1870 r. Granville został ministrem spraw zagranicznych. Na tym stanowisku musiał stawić czoła problemom związanym z wojną francusko-pruską i ekspansją rosyjską w Azji Środkowej. Stanowisko utracił po wyborczej porażce liberałów w 1874 r. W opozycji był krytykiem polityki zagranicznej rządu Beaconsfielda, którą nazywał „uduchowioną”. W 1880 r. powrócił do resortu spraw zagranicznych.
Lord Granville popełnił poważny błąd lekceważąc sprawę wyspy Angra Pequena, która została w 1884 r. ogłoszona niemieckim protektoratem i stała się niemieckim oknem na południowo-zachodnią Afrykę. Działania Granville’a na stanowisku ministra spraw zagranicznych były krytykowane nawet w jego macierzystej partii. Ostatecznie z resortem spraw zagranicznych pożegnał się w 1885 r. W 1886 r. został na pół roku ministrem kolonii, by w lipcu 1886 r. ostatecznie wycofać się z życia publicznego. Zmarł w 1891 r.
Mówił po francusku z paryskim akcentem i lubił dyplomację, nie nadawał się jednak na twórcę i kierownika polityki zagranicznej brytyjskiego imperium. Cieszył się wielką popularnością w towarzystwie. Słynął zwłaszcza ze swoich przemówień jakie zwykł wygłaszać po zjedzeniu obiadu.

## Rodzina
25 lipca 1840 r. Leveson-Gower poślubił Marie Louisę Pelinę von Dalberg (ok. 1812 – 14 marca 1860), córkę Emmericha von Dalberga i Peliny Brignole-Sale. Marie Louisa była wdową po sir Fredericku Dalbergu-Actonie. Granville i Marie nie mieli razem dzieci.
26 września 1865 r. poślubił Castilę Rosalind Campbell (zm. 12 listopada 1938), córkę Waltera Fredericka Campbella i Eleanor Charteris, córkę 8. hrabiego Wemyss. Granville i Castila mieli razem dwóch synów i trzy córki:
- Victoria Alberta Leveson-Gower (14 kwietnia 1867 – 11 lutego 1953), żona Harolda Russella, miała dzieci
- Sophia Castelia Mary Leveson-Gower (25 lutego 1870 – 22 marca 1934)
- Granville George Leveson-Gower (4 marca 1872 – 21 lipca 1939), 3. hrabia Granville
- Susan Katherine Leveson-Gower (21 sierpnia 1876 – 7 maja 1878)
- William Spencer Leveson-Gower (11 lipca 1880 – 25 czerwca 1953), 4. hrabia Granville